# 영양 남씨 신암공파 종택
영양 남씨 신암공파 종택(英陽 南氏 愼菴公派 宗宅)은 대한민국 경상북도 영양군 일월면 섬촌리에 있는 조선시대의 종택이다. 2005년 9월 15일 경상북도의 문화재자료 제489호로 지정되었다.

## 개요
영양남씨 신암공파 종택은 영양 남씨 입향조인 신암(愼庵) 남손(南蓀, 1415~1488)을 파조(派祖)로 하는 후손들이 종택으로 사용하고 있는 건물이다.
종택은 원래 18세기 중반 남씨와 함께 집단을 이루며 살았던 안동권씨 문중에서 건립하여 대대로 거주하면서 사용한 것으로 알려져 있다. 그러다가 남손의 14대 주손인 남기영(南基永, 1853~1938)이 종택이 오래되어 무너짐에 따라 새로운 거주 장소를 물색하던 중 이 가옥이 매물로 나오자 주위 친척의 지원을 받아 1893년 매입하게 되었다고 한다. 이후로 신암공파 주손들은 이곳에 세거하면서 가문의 전통을 이어왔을 뿐만 아니라, 향촌의 제반 문제의 해결에 주도적 역할을 담당하는 등 유력사족으로서의 위상을 유지해 왔다.

## 특징
신암공파 종택(愼庵公派 宗宅)은 초막골 안쪽에 남서향으로 자리하고 있다. 원래 좌측 전면에는 아래채가, 좌측 뒤쪽에는 방앗간 채가 각각 있었으나 모두 없어져 버리고, 현재는 ㄱ자형의 본채와 최근에 보수 정비된 건너채만 남아있다.
정침은 정면 4칸, 측면 5칸 규모의 ㄱ자형 건물이다. 평면은 가운데 칸의 봉당과 대청을 중심으로 좌측에는 안방을 두었는데, 안방의 전면에는 정지와 고방을 연결시켜 전체적으로 ㄱ자형의 평면을 이루게 하였다. 우측에는 상방과 마루방을 두었는데, 상방 뒤에는 마루를 깔아 대청은 ㄱ자형을 이루게 하였으며, 마루방의 뒤에는 모방을 두었다.
가구는 정침부분은 오량가이고, 고방부부는 삼량가인데, 정침부분의 안방과 모방상부에는 벽체를 설치하지 않고 상부 더그매가 노출되면서 합각부분에 환기구멍을 두어 완연한 까치구멍집이 되게 하였다.

## 참고 자료
- 영양 남씨 신암공파 종택 - 국가유산청 국가유산포털